# СЕАТО
Организация на договора от Югоизточна Азия (на английски: South-East Asia Treaty Organization; на френски: Organisation du Traité de l'Asie du Sud-Est), съкратено СЕАТО (SEATO, OTASE), или неофициално Манилски пакт, е бивша военно-политическа организация, създадена по инициатива на САЩ (договорът за нейното създаване е подписан през септември 1954 г., официално влиза в сила през февруари 1955 г.). Седалището на организацията е било в Банкок, Тайланд.
Главно създадена, за да блокира възхода на комунистическото движение в Югоизточна Азия, СЕАТО обикновено се счита за неуспешен проект заради вътрешните конфликти между страните членки на организацията по отношение на военните действия. Въпреки това, финансираните от организацията културни и образователни програми оставят дълготрайна следа в региона. СЕАТО е разпусната на 30 юни 1977 г., след като много от членовете ѝ загубват интерес и се оттеглят.

## История
Организацията на договора от Югоизточна Азия, или Манилски пакт, е създадена на 8 септември 1954 г. в Манила, като част от доктрината „Труман“, която цели създаване на антикомунистически колективни договори за отбрана. Тези договори и споразумения са създадени с целта да създадат съюзи, които включват комунистически сили (Китай, в случая на СЕАТО). Смята се, че тази политика е до голяма степен развита от американския дипломат Джордж Ф. Кенан. Държавният секретар на президента Дуайт Д. Айзенхауер Джон Фостър Дълес (1953 – 1959) се счита за основната сила зад създаването на СЕАТО, която разширява концепцията за антикомунистическа организация за колективна отбрана в Югоизточна Азия. Тогавашният вицепрезидент Ричард Никсън също се застъпва за азиатски еквивален на НАТО след завръщането от пътуването си в Азия в края на 1953 г.
СЕАТО е създадена с намерението на бъде азиатската версия на Организацията на НАТО, в която военните сили на всеки от членовете да бъдат координирани, за да се осигурни колективна отбрана на членуващите държави.
Договорът, подписан в Манила през септември и влизъл в сила на 19 февруари 1955 г., включва следните държави: САЩ, Великобритания, Франция, Австралия, Нова Зеландия, Пакистан, Тайланд и Филипините.
СЕАТО поддържа военната интервенция на САЩ във Виетнамската война. В средата на 1960-те години в организацията възникват признаци на криза поради изострянето на противоречията между нейните участници, а по-късно и поради започналия процес на отслабване а международното напрежение. Франция от 1965 г. престава да участва в сесиите на Съвета, впоследствие се отказва от участие във военната дейност на СЕАТО, а през 1973 г. заявява прекратяване от 30 юни 1974 г. на финансовото участие в организацията. Пакистан напуска СЕАТО през ноември 1973 г.
В обстановката на общо укрепване на позициите на прокомунистическите сили в Югоизточна Азия, породено от победата Демократична република Виетнам (Северен Виетнам) във Виетнамската война (30 април 1975 г.), Съветът на министрите на СЕАТО приема решение (септември 1975 г.) за подготовка за разпускане на тази организация. Формално СЕАТО престава да съществува на 30 юни 1977 г.
В съответствие с Манилския договор (чл. 4) участниците в СЕАТО се задължават в случай на „въоръжена агресия в района, обхванат от договора, против някого от тях да действат за преодоляване на тази обща опасност съответно със своите конституционни процедури“ и да се консултират в случай на възникване на „заплаха от агресия“. Манилският договор може да обхване и други страни, тъй като съгласно чл. 8 в зоната на действие на СЕАТО влиза „общият район на Югоизточна Азия“, в това число всички територии на азиатските договарящи се страни, и „общият район на югозападната част от Тихия океан, без районите на Тихия океан северно от 21 градуса и 30 минути северна ширина“.
Въпреки решенията на Женевското съвещание от 1954 г. за принципите на политическо регулиране във Виетнам, Лаос и Камбоджа и за уважение на техния суверенитет, участниците на съвещанието в Манила, подписали допълнителен протокол, разпростиращ действието на Манилския договор над Южен Виетнам, Лаос и Камбоджа. В рамките на СЕАТО се провеждат военноморски, военновъздушни и сухопътни маневри.

## Структура
Организационно СЕАТО е била ръководена от генерален секретар, чийто офис бива създаден през 1957 г. на среща в Канбера, Съвет от представители на държавите членки и международен персонал. Също така има комисии по икономика, сигурност и информация. Първият генерален секретар на организацията е Поте Сарасин, тайландски дипломат и политик, който е бил посланик на Тайланд в САЩ между 1952 и 1957 г. и министър-председател на Тайланд от септември 1957 г. до 1 януари 1958 г.
Висш орган на СЕАТО е Съветът на министрите (сесия на Съвета на министрите е провеждана ежегодно). Постоянен орган е Съветът на представителите начело с генерален секретар (от септември 1972 г. – С. Хонгладар, Тайланд). На съвета на министрите е подчинен Комитетът на военните съветници (Комитет за военно планиране). Седалището е в Банкок (Тайланд).

## Членство
Въпреки името си, СЕАТО включва предимно държави, разположени извън Южна Азия, но с интерес в региона. Такива са Австралия, Франция, Нова Зеландия, Пакистан (включително Източен Пакистан, сега Бангладеш), Филипините, Тайланд, Южен Виетнам, Обединеното кралство и Съединените щати. Филипините, Тайланд и Южен Виетнам са единствените страни от Югоизточна Азия, които всъщност участват в организацията. Те споделят тесни връзки със Съединените щати, и са изправени пред зараждащи се комунистически бунтове срещу собствените си правителства.
Други страни от региона, като Бирма и Индонезия, са по-скоро загрижени за вътрешната си стабилност, отколкото за комунистическа заплаха и по този начин отказват да се присъединят към организацията.
- Австралия
- Франция
- Нова Зеландия
- Пакистан
- Филипини
- Тайланд
- Великобритания
- САЩ

## Бюджет
Среден размер на вноските на страните като процент от общия бюджет между 1958 и 1973 г.:
- САЩ: 25%
- Великобритания: 16%
- Франция: 13,5%
- Австралия: 13,5%
- Пакистан: 8%
- Филипини: 8%
- Тайланд: 8%
- Нова Зеландия: 8%

## Критика
В съветски издания СЕАТО е обвинявана, че като организация с участието на водещи империалистически държави противодейства на националноосвободителните движения и прогресивните сили в региона.